# Hungarian Rhapsody: Queen Live in Budapest
Hungarian Rhapsody: Queen Live in Budapest é um filme da banda britânica de rock Queen, gravado em Budapest, Hungria, em meados de 1986. Fez parte da última turnê da banda com o vocalista original Freddie Mercury, a The Magic Tour. O Queen foi uma das poucas bandas da Europa Ocidental a se apresentar no Bloco Oriental durante a Guerra Fria. O filme teve um lançamento teatral limitado nos países do Bloco Oriental em 1987/1988 e mundialmente em 20 de setembro de 2012. O show é um dos últimos na história da banda. Pertencente à Magic Tour, o material foi remasterizado e lançado em 2012.

## Faixas
1. "One Vision" (Queen)
2. "Tie Your Mother Down" (Brian May)
3. "In the Lap of the Gods...Revisited" (Freddie Mercury)
4. "Seven Seas of Rhye" (Mercury)
5. "Tear It Up" (May)
6. "A Kind of Magic" (Roger Taylor)
7. "Under Pressure" (Queen, David Bowie)
8. "Who Wants to Live Forever" (May)
9. "I Want to Break Free" (John Deacon)
10. "Guitar Solo" (May)
11. "Now I'm Here" (May)
12. "Love of My Life" (Mercury)
13. "Tavaszi szél vizet áraszt" (Traditional)
14. "Is This the World We Created?" (Mercury, May)
15. "Tutti Frutti" (Little Richard)
16. "Bohemian Rhapsody" (Mercury)
17. "Hammer to Fall" (May)
18. "Crazy Little Thing Called Love" (Mercury)
19. "Radio Ga Ga" (Taylor)
20. "We Will Rock You" (May)
21. "Friends Will Be Friends" (Mercury, Deacon)
22. "We Are the Champions" (Mercury)

- Extras
  - A Magic Year Documentary